# Гекон печерний
Печерний гекон (Cyrtodactylus cavernicolus) — вид геконів з роду Кривопалі гекони підродини Справжні гекони. Місцева назва «Ящірка печери Ніа».

## Опис
Це невеличкий гекон. Колір шкіри світлий. Кінцівки нагадують цибулину. Очі значно змінені внаслідок середовища перебування. Втім цей вид ще недостатньо вивчений.

## Спосіб життя
Мешкає весь час у глибоких печерах. Це нічна ящірка. Полює за допомогою дотиків язика чи хвоста, маючи не дуже добрий зір. Харчується печерними комахами. Ворогів майже немає, окрім людини. Втім особливості його парування все ще знаходяться на стадії вивчення.
Це ймовірно яйцекладні гекони.

## Розповсюдження
Це ендемік о.Калімантан. Мешкає у печерах Сараваку (Малайзія) та деяких печерах індонезійської частини острова. Найбільш досліджено печерного гекона у саравакських печерах Ніа та Мулу. У Малайзії печерний гекон охороняється законом.